# Giovannina Lucca
Pour les articles homonymes, voir Lucca.
Giovannina Strazza, devenue après son mariage Giovannina Lucca (née en 1810 à Crémone et morte le 19 août 1894 à Fontanelle di Cernobbio) est une éditrice italienne d'ouvrages musicaux.  

## Biographie
Fille d'un traiteur milanais et sœur du sculpteur Giovanni Strazza, Giovannina Strazza naît en 1810 à Fontanelle di Cernobbio. Après une relation avec Vincenzo Bellini, elle rencontre l'éditeur Francesco Lucca qui l'épouse en 1832 et dont elle devient l'associée à la tête de la Casa musicale Lucca. Elle meurt le 19 août 1894 à Milan.